# Baduhenna
Baduhenna is de naam van een historisch woud (mogelijk ook een moerasbos) dat in de eerste eeuw na Chr. mogelijk in het gebied van het huidige Kennemerland of West-Friesland lag. In 28 na Chr. werd het Romeinse fort Castellum Flevum door de Friezen verwoest in het kader van de opstand van de Friezen tegen Olennius, landvoogd van de Romeinen. 'Bij het woud dat zij (de Friezen) van Baduhenna noemen' ("apud lucum quem Baduhennae vocant") werden de Romeinen die versterkingen hadden gekregen uit het fort van Noviomagus (Nijmegen), vervolgens vernietigend verslagen (zie Slag in het Baduhenna-woud).
Volgens de Annales van Tacitus was dit het 'heilige woud van Baduhenna'. Baduhenna wordt algemeen als Friese oorlogsgodin gezien. Het oud-Germaanse begrip "badwa", dat 'strijd' betekent, komen we ook bij de Kelten tegen in de vorm van Badb, een soort walkure die het slagveld bezocht om de gevallenen naar het hiernamaals te begeleiden. Badb was in de gedaante van een kraai te vinden op het slagveld dat ook wel 'het veld van Badb' genoemd werd. De naam Badb is verwant met het Oudnoorse bǫð en het Angelsaksische beadu, begrippen die beide met 'strijd' kunnen worden vertaald. Germanen trokken zich graag terug in heilige wouden die haarden van verzet werden. Volgens Tacitus beschouwden ze die als hun tempels. Een aansluitende verklaring van de naam Baduhenna zou kunnen zijn "door de strijd gedreven" of "leidster in de strijd". Het afsluitende woorddeel "-henna" komt als "-hena" of "-enna" ook voor op beelden gewijd aan 'deae matres' of 'matrones' (moedergodinnen) in het Rijngebied tijdens de Romeinse tijd. Dit is ook het geval bij de Germaans-Keltische godin Nehalennia, beschermster van de zeevaart waarvoor in Zeeland bij Colijnsplaat en Domburg tempeltjes hebben gestaan. Haar naam zou 'begeleidster/leidster van de schepen' kunnen zijn.
Toen de tekst van Tacitus in de 16e eeuw werd herontdekt, ging men op zoek naar de locatie van het 'woud'. Bij afwezigheid van archeologische vondsten zocht men het vooral in dubieuze naamsovereenkomsten en  wel in het huidige Friesland. Zo situeerde men het in Oldeholtpade ('oud bos van Badu'), Beetgum (Baduheim) of Baarderadeel. In de tachtiger jaren van de twintigste eeuw werd in de buurt van Velsen een Romeins fort opgegraven dat blijkens muntvondsten en koolstofdatering in het jaar 28 verwoest was. Algemeen wordt aangenomen dat dit het Castellum Flevum was en dat het woud van Baduhenna er niet ver vandaan moet hebben gelegen, mogelijk in Velserbroek (waar zich al een offerplaats in voor-Romeinse tijd in de open lucht had bevonden, maar zeker geen 'woud'), Bakkum, Heiloo (vanwege de etymologische afleidingen hei = heilig en -lo 'bos, eigenlijk: 'open plek in bos'), hoewel *hei- net zo goed geassocieerd kan worden met '(zand-/duin-) helling' ) of Castricum (dat zeker geen Latijnse naam is (*castrum), maar kan zijn afgeleid van *Kastrik-hem ('hoeve van Kastrik' (als vroegmiddeleeuwse eigennaam).